# Selim I Groźny
Selim I Groźny (Okrutny) (ur. 10 października 1470, zm. 22 września 1520) – sułtan z dynastii Osmanów, panujący w latach 1512–1520. Nazywany Yavuz, co znaczy "okrutny".

## Życiorys

### Objęcie władzy
Selim I urodził się 10 października 1470 roku jako syn Bajazyda II i jego małżonki Gülbahar Hatun. Początkowo pod panowaniem ojca był gubernatorem Trapezuntu (1495-1511) i Samandıry (1511–1512). 25 kwietnia 1512 roku po pokonaniu w bitwie i zamordowaniu swojego brata Ahmeda obalił swojego ojca (zmusił do abdykacji na swoją rzecz lub pokonał w wojnie domowej). Po objęciu władzy nowy sułtan nakazał zgładzić najbliższych krewnych, potencjalnych pretendentów do tronu – nie tylko swoich dwóch pozostałych braci i bratanków, ale również synów, z wyjątkiem jednego – Sulejmana (ur. 1494), którego wyznaczył na następcę. Selim całe życie nie prowadził otwartej wojny z Węgrami, jednak akindżi wciąż najeżdżali tereny państwa węgierskiego, a sam sułtan więził posła węgierskiego Barnabę Belaia.

### Wojny na Bliskim Wschodzie
Na początku swojego panowania poprowadził wyprawę na perskich Safawidów z szyickiego odłamu islamu (sułtan był sunnitą). W 1514 pokonał siły perskie szacha Ismaila I w bitwie na równinie Czałdyran, zdobywając obóz i harem szacha (Çaldiran, 23 sierpnia) oraz zagarnął większość ziem Kurdystanu i część Armenii. Sułtan planował kontynuować kampanię, jednak po szybko stłumionym buncie niechętnych tej decyzji janczarów zmienił plany. W 1515 najechał i zajął anatolijskie księstwa Dulkadir i Elbistan, a niektórzy kurdyjscy przywódcy plemienni poddali się protekcji sułtana.
Podczas wojny Selima z Safawidami sułtan otrzymał wsparcie dyplomatyczne od Mameluków, jednak pod pretekstem próby opanowania osmańsko-mameluckich terytoriów buforowych sułtan rozpoczął przygotowania do wyprawy na państwo. W roku 1516 sułtan wyruszył na Egipt i rozgromił wojska Mameluków w bitwach pod Mardż Dabik (24 sierpnia 1516) koło Aleppo i pod Ar-Rajdanijją (22 stycznia 1517), dzięki czemu przyłączył do imperium Syrię, Palestynę, Jordanię, Egipt i Al-Hidżaz. Zawładnął w ten sposób Mekką i Medyną, a także świętym miastem Jerozolimą i dawnymi stolicami kalifatów: Damaszkiem (niegdyś stolica Umajjadów) i Kairem (od 972 siedziba Fatymidów). W 1517 roku z jego inspiracji zgładzono ostatniego sułtana Mameluków - Al-Aszrafa Tumanbaja. Po podbiciu Egiptu sprowadził też do Stambułu kalifa Al-Mutawakkila III (1508–1517), ostatniego potomka Abbasydów żyjącego dotąd pod kuratelą mameluków. W 1517 roku otrzymał od szarifa Mekki klucze do świętych miast islamu, co było symbolicznym uznaniem Selima za najważniejszego muzułmańskiego władcę.
W 1519, dzięki Hayreddinowi Barbarossie, zwierzchnictwo sułtana uznała Algieria.

### Śmierć
Tuż przed śmiercią sułtan planował wyprawę na Rodos. Zmarł po krótkiej chorobie, prawdopodobnie na raka. Na jego rozkaz powstał nowy kodeks prawny Kanunname. Pisał poezje pod pseudonimem „Selimi”. Był jednym z głównych budowniczych potęgi i prestiżu państwa osmańskiego i jego pozycji w świecie islamu. Podboje sułtana na długo ukształtowały mapę polityczną Bliskiego Wschodu. Częściowo ich skutki widoczne są do dziś (Kurdystan). Władzę po nim zgodnie z zamierzeniami sułtana objął jego syn Sulejman.